# Lupo Furlanski
Lupo Furlanski (... – 663) je bil langobardski vojvoda, Furlanski vojvoda med letoma 662 in 663, katerega je tudi umrl.

## Biografija
Takoj ko se je povzpel na prestol, verjetno z Grimoaldovim imenovanjem, je s skupino vitezov napadel otok Gradež , kjer je prebival katoliški patriarh, ki je nasprotoval oglejskemu patriarhu, ki je podpiral šizmo s tremi kapitoli. Otok je oropal in v Oglej prinesel nazaj zaklade patriarhata, ki so mu dajali legitimnost, v kontekstu, v katerem je beneška cerkev lahko postala lombardijska narodna cerkev in se ločila od rimske.
Ko je konec leta 662 ali v začetku leta 663 kralj Grimoald, nečak Lupovega predhodnika Gisulfa II. Furlanskega, odšel v Benevento, je vojvodi zaupal svojo palačo v Pavii  in ga tako imenoval za regenta. Tu se je Lupo vedel " predrzno " (poroča Pavel Diakon v svoji Historia Langobardorum) , saj je mislil, da se kralj ne bo vrnil z odprave v Mali Langobardiji. Po Grimoaldovi vrnitvi se je Lupo, zavedajoč se, da njegovo dejanje ne bo všeč kralju, vrnil v svojo vojvodino in se uprl kralju. 
Langobardski kralj, ki ni hotel začeti državljanske vojne, je avarskega kagana prosil, naj napade uporniško vojvodino. Da bi se izognil državljanski vojni, je po Pavlovih besedah kralj spodbudil Avare k vkoraku v Furlanijo. Pavel Diakon podrobno opisuje, kako so se vojvoda in njegovi privrženci štiri dni upirali avarski vojski in utrpeli velike izgube na kraju, imenovanem "Flovis", v dolini reke Vipave (Vipacco), pritoka Soče. Lupus je bil pri tem ubit (V, 19).  Preživeli so se zaprli v različne gradove; napadalci so več dni pustošili po Furlaniji, dokler jih Grimoald ni prosil, naj končajo opustošenje. Avari pa so prek odposlancev sporočili, da se ne mislijo umakniti. Langobardski kralj je zato odkorakal proti Furlaniji. Grimoald je imel na voljo le malo mož . Kljub temu so se Avari počutili ogrožene, in se vrnili v Panonijo.
Tudi Arnefrit, Lupov sin, je pobegnil. Poskušal si je pridobiti očetovo vojvodstvo, za kar se je povezal s Slovani. Toda kraljevi privrženci so te Slovane iz Carnunta premagali pri kraju Neme (Nimis) in Arnefrit je bil ubit. Slovani so verjeli, da je novi vojvoda v oddaljeni Pavii, zato so ponovno napredovali, tokrat do Čedada. Vendar so se prestrašili, ko so videli, da se vojvoda neopaženo vrača z majhno skupino, in po Pavlovih besedah jih je bilo 5000 ubitih. 
Kralj je nato za vojvodo imenoval Vektarija iz Vicenze. Po Lupovi smrti je Grimoald poročil Lupovo hčer Teoderado s svojim sinom Romualdom, vojvodo Beneventa.

Po genealogu iz sedemnajstega stoletja Ippolitu Calandriniju  je bil Lupo Furlanski potomec brata svetega Lupa iz Troyesa. Od sina Lupa Furlanskega, Sisulfa ali Gisulfa, naj bi izhajala družina Meli Lupi iz Soragne, spet po Calandriniju.